# タイ愛国党
タイ愛国党（タイあいこくとう、タイ語: พรรคไทยรักไทย、英語: Thai Rak Thai Party (TRT)、「タイを愛するタイ人の党」という意味）は、タイ王国に存在した政党である。

## 概要
1998年（タイ仏歴2542年）にタイの財閥シン・コーポレーション・グループ会長のタクシン・シナワットによって設立された。2001年以降議席の過半数を占める与党となり、2005年総選挙で圧勝をおさめ、タイ初の単独政権を樹立した。タクシン派の糾合政党という色合いが強かったが、タクシン政権下で副首相やエネルギー大臣などを務めたプロミン・ルートスリデート、情報通信技術省大臣を務めたスラポン・スープウォンディー、側近で運輸省副大臣も務めたプームタム・ウェーチャヤチャイ、農業省副大臣を務めたプラパット・パンヤーチャートラックなどといった元タイ国共産党員も多かったため、タイを秘密裏に共産主義国家に変えようとしていると反タクシン派の民主市民連合などが主張するフィンランド・プロットと呼ばれる陰謀論の対象となった。
政策は開発独裁を志向している為、財界の支持を集める一方で、貧困層向け施策で北部、東北部の農村で人気を得ている。反対派などからは党首タクシンの個人的な利権団体だという意見もある。党員数は公称約1400万人。下院議員数は294人（06年下院解散前）。少数政党の乱立状態が続いてきたタイでは史上稀な巨大政党であり、その利益誘導型の手法や旧共産党の人脈を活用した政治は、軍や都市（特にバンコク）の中産階級に懸念を呼んでいた。

## 2006年のクーデター
2006年9月、軍事クーデターによりタクシン首相は失脚し、党を支えてきた資金源が断たれた。民主改革評議会により、政党活動が禁止された。その為、現在は北京に支部を構えている。なおタクシンは失脚後、党首を辞任（10月）。ジャトゥロン･チャイセーン副党首（前教育相）が党首を代行したが、有力メンバーの離党が相次ぎ、存続の危機に陥った。そして2007年5月30日、タイ王国憲法裁判所は同党に対し、無効となった2006年下院総選挙において重大な選挙違反があったとして、解党を命じる判決を下した。
しかし愛国党に近い議員のうち、5年間の公民権停止を逃れた者の多くは大挙して小政党だった人民の力党に入党。再起をはかった。同党はサマック・スンタラウェート前バンコク都知事を党首に選出したが、のちに再び憲法裁判所から解党を命じる判決を下され、メンバーの多くはさらに新党・タイ貢献党に移籍した。
いっぽう非主流派はチャワリット・ヨンチャイユット元首相（元新希望党党首）をリーダーに別の政党の設立を企図し、旧愛国党勢力は分裂の方向だったが、こちらはそれほど大きな勢力にはなっていない。一時期存在したタイ団結や中道主義党、その後のタイ誇り党などがここに分類される。